# Masayuki Nakagomi
Masayuki Nakagomi (中込 正行 Nakagomi Masayuki?,  nacido el 17 de agosto de 1967 en Yamanashi) es un exfutbolista japonés. Jugaba de defensa y su último club fue el Avispa Fukuoka de Japón.

## Trayectoria

### Clubes
| Club           | País  | Año         |
| -------------- | ----- | ----------- |
| Toshiba        | Japón | 1990 - 1993 |
| PJM Futures    | Japón | 1994        |
| Avispa Fukuoka | Japón | 1995 - 1997 |